# 見逃し (麻雀)
見逃し（みのがし）とは、麻雀において、河に打ち出された和了牌に対して和了できる状態であるにもかかわらずロンを宣言しないこと。不注意やよそ見などの過失による見逃しと、点棒状況や着順、あるいはその手牌の得点の高低など、なんらかの理由による意図的な見逃しがある。本項では特に後者、意図的な見逃しについて詳述する。

## 概要
通常、麻雀はツモと打牌を通して和了形を完成させるゲームである。一翻縛りの条件を満たし、かつフリテンなどの制約にも抵触しない時に、あえて和了を見送る理由はない。しかし、麻雀は局ごとの和了を目指すゲームであると同時に、半荘ごとのトップを争うゲームでもある。そのため、主に半荘の終盤において、着順が変わらないままゲームが終了してしまうような場合は、あえてロン牌を見逃し和了を見送ることがある。特に順位戦麻雀やロングスパンのリーグ戦の場合など、着順の重要度が通常よりも高い麻雀では、着順の変わらない和了は意味のない和了とされる。また、順位ウマが比較的大きい麻雀においても、みすみす下位終了を確定させてしまうような和了は、概して最善の和了ではないと位置付けられる。したがって、そうしたラス確や三確の和了を忌避し、あえて和了らずの選択をすることは、麻雀においてそれほど不自然な行為ではない。また、着順の重要度がさして高くない通常の麻雀においても、高目での和了を狙ってあえて安目を見逃すことは決してありえない行為ではない。以下、実戦でありがちな意図的見逃しの事例について例証する。

## 見逃しの典型例
高目と安目の落差が激しいケース
（例）東1局、子、10巡目、ドラは無関係の字牌
待ちはで、一索なら平和純チャン三色の跳満だが、四索なら平和のみの1000点である。このような牌姿では、安目が出ても見逃せるようリーチは控えるという戦略を取ることも多い。もちろんこれがオーラスで微差のアガリトップという状況なら、安目の四索でも迷わず和了を取る。しかし東1局という状況なら、多くの打ち手は四索には見逃しを掛け、高目一索での和了を待つ。開局早々1000点を和了ってもあまり意味がないからである。
高目が役満になるケース
（例）南2局、北家、10巡目、ドラは無関係の字牌
待ちはとの変則二面張。八索で四暗刻単騎、七索でタンヤオ三暗刻の6400点。10巡目であり、残り巡目にはまだ余裕がある。また、ここで6400点を和了っても勝負はまだ決まらないが、役満を和了ればトップはほぼ確定する。かつ、着順とは別に役満祝儀も入る。以上のようなことを考えれば、七索は見逃して八索での和了を待つほうが期待値は高い。四暗刻単騎をダブル役満にするルールであればなおさらである。
（例）東2局、東家、10巡目、ドラは無関係の字牌
待ちは の変則四面張。二萬で九蓮宝燈になる。九蓮宝燈はあまりお目に掛かることのない稀少な役満であり、せっかくのテンパイを安目で和了ってしまうのは惜しいという考えから、二萬以外の和了牌をすべて見逃すという選択肢は充分ありうる。ただし安目をツモってしまった場合は、四暗刻単騎の場合と違ってフリテンを解消しにくい。フリテンの解消が困難という点に関しては緑一色についても同じことが言える。
点棒状況を理由とする見逃し
（例）南4局、西家、10巡目
         ドラ表示牌 
|             | 東家 36000点       |              |
| 南家 3000点 |                    | 北家 35000点 |
|             | 西家(自分) 26000点 |              |

オーラス3着目という点棒状況で、トップとの差は10000点、2着目との差は9000点。手牌に高目安目はなくどの牌で和了っても満貫だが、ツモ和了かロン和了かで着順が変わってくる。ツモ和了の場合はトップになれるが、東家あるいは北家からのロン和了では2着、ダンラスの南家から出た場合は2着にも届かない。このような状況では、まず3着のままゲームが終了するのを避けるべく、南家から出たロン牌は見逃すことが多い。南家からロン和了した場合、目先の8000点を得ることはできるが、それより大きい順位ウマ（ワンスリーであれワンツーであれ10000点）の払いを確定させることになるからである。また、あくまでトップを狙うなら、東家から出ても北家から出ても見逃し、ツモ和了を狙う。この牌姿は待ちも広く、1牌や2牌見逃したとしてもツモ和了のチャンスは充分残っている。

## ルールに抵触する見逃し
標準的な関東式のアリアリルールをはじめ、一般的な麻雀では見逃しは禁止されていない。和了るか見逃すかは打ち手の自由であり、ルール上の罰則もない。リーチ後に見逃しをしても、その後ツモ和了すれば和了を認められる。しかしその一方で、完先ルールなど地方の古いルールでは、リーチ後の見逃しに限りルールとして明確にこれを禁止している場合がある。
（例）（リーチ）
上の牌姿は 待ちの高目タンピン三色だが、リーチ後の見逃しを禁止しているルールでは、最安目の一萬だろうが何だろうが、リーチを掛けた以上いかなる牌も見逃すことはできない。仮に見逃した場合、そのあと見逃しが発覚した時点でチョンボを取られることになる。故意であるか過失であるかは関係ない。以下は見逃した場合の場合分けである。
| ケース | ケース                                                     | リーチ後の見逃しを禁止しているルールの場合                        | 一般的なルールの場合 |
| ------ | ---------------------------------------------------------- | ----------------------------------------------------------------- | -------------------- |
| 1      | 既に見逃しをしているにもかかわらず他の待ち牌にロンを掛けた | リーチ後のフリテンにより普通にチョンボ                            | チョンボ             |
| 2      | 見逃しのあとツモ和了した                                   | ツモ和了ではあるが、途中からフリテンになっているのでチョンボ      | ツモ和了は有効       |
| 3      | そのまま和了れず流局した                                   | 2のケースと同じく、途中からフリテンになっているのでやはりチョンボ | テンパイ扱い         |
| 4      | 他家が和了った                                             | 発覚を免れたため、このケースのみチョンボにならない                | チョンボではない     |

- リーチ後の見逃し禁止のルールでは、リーチを掛けた以上当たり牌が出たらロンするしかない。また、うっかり見逃しをしてしまった場合、他家が和了ってくれるのを祈るしかない。
- リーチ後の見逃しを禁止しているルールは、殆どの場合フリテンリーチも同時に禁止している。

リーチ後の見逃しがチョンボとなるのは「フリテンリーチ禁止」「リーチ後の見逃し禁止」としているルールの場合だけであって、現在一般的なアリアリルールではリーチ後に見逃しを掛けてもツモ和了すれば和了を認められる。しかし稀に地方の雀荘などでは、アリアリルールであるにもかかわらずフリテンリーチとリーチ後の見逃しだけは禁止としている場合があるので、念のため卓に着く前に確認しておいたほうが良い。また、知人同士で卓を囲む場合も、地方出身者や年輩の打ち手はフリテンリーチの是非に関して認識を異にしている場合がある。初手合せする場合などはやはり事前に確認しておいたほうがよい。

## マナーに抵触する見逃し

### 遅ロン
右図は南2局、嵌二索の5200をテンパイした直後、トビ寸の南家からが出てしまった図。2着の西家はトップとは6000点差。ロンを宣言してしまうとトップをまくれないまま南家を飛ばしてしまうので見逃そうとした瞬間、北家からロンの声が掛った。北家の手牌はタンピン三色ドラ3、跳満で南家は飛び、北家が逆転トップで西家は3着落ち。どのみち南家が飛ぶなら仕方ないので、西家は北家が倒牌したあと自分もロンを宣言し、手牌を倒した。
西家のこのような行為を遅ロン（ちろん）と言う。遅ロンはルールには抵触しないものの、多くの場合マナー違反とされる。このケースでは西家は一旦は見逃しを選択しており、北家の和了宣言の後、それなら自分も、と和了を宣言している。西家のこの和了を認めるなら、ダブロンを認めないルールの場合西家の5200が北家の跳満を頭跳ねし、北家は和了を認められない（つまりトップを取り損ねた北家からクレームがつく）。ダブロンありのルールの場合、のフリコミによって南家が飛ぶことにはかわりはないが、便乗した遅ロンの西家に余計な5200を払わねばならない（つまり踏んだり蹴ったりにされる南家からクレームがつく）。いずれにせよトラブルのもとになり、フリー雀荘ならば店側の人間に裁定を求めることになる。マナー重視の店では、このような明確な遅ロンは完全なるマナー違反であり、和了を認められない場合がほとんどである。マナーにさほどうるさくない店でも、暗黙のルールに違反しているものとみなされ、やはり和了は認められない。そうではない店の場合、ルール上西家の和了は認められることになるが、同卓者に小さからぬ禍根を残すことになる。
また、多くのフリー雀荘には「発声優先」という原則がある。これは、チーの宣言に対して明らかに遅れたポンの宣言（または大明槓の宣言）があった時、ルール上はポンが優先されるところ、先に発声のあったチーのほうを認めるという取り決めである。これをロン宣言に援用・拡大適用する形で、このような西家の和了を認めない場合もある。
なお、上記のようなトラブルはリアルの麻雀においてのみ発生する。オンライン麻雀では、一旦ロン宣言をスルーして「パス」ないし「キャンセル」のボタンを押してしまうと、そのあと意を翻してロンの宣言をし直すなどといったことはできない仕様になっている。そもそも、1つの捨て牌に対してポン・チー・カン・ロンのいずれかを行えるプレイヤーが複数いた場合、それら全てが実行かパスかを選択し終えるまで実際の行動が開始されないようになっているため、見逃しを翻すか以前に遅ロン自体が発生し得ない。（ゲームによってはポン等の声が出た後から「待ってください、ロン！」等と言うセリフが入る事があるが、これは単なる演出である）

### コンビ打ち
右図は南家が9巡目に切ったに対し東家がロンを宣言した図である。和了役はメンホンイッツーダブ東ドラ1で親倍の24000点、大きな和了と言える。ただし、東家は7巡目にを手出ししたあと、ももノータイムでツモ切りしている。つまり、東家は7巡目の時点で既にテンパイしており、北家が8巡目に切ったを見逃し、山越しで南家のをロンしている。
このような場合、可能性として考えられるのは次の3つに絞られる。
1. 東家はが当たりだということにたった今（つまりをツモ切った瞬間に）気がついた
2. 北家がを切った時によそ見をしていた（かつ、そのあとすぐに牌山に触れてしまった[4]）
3. 北家のでロン和了したくなかった（つまり北家を飛ばしたくなかった）

まず、は 待ちの最高目であり、北家の九索で和了っても南家の九索で和了っても得点は同じ24000点である。したがって東家は得点的な理由から北家の九索を見逃したのではない。また、北家から和了れば北家は飛び、東家のトップで半荘終了となる。つまり出場所が悪くてトップにならないから見逃したのでもない（むしろ逆で、飛びによってトップが確定するにもかかわらず見逃している）。では1のケース、多面張が分からなかったために九索を見逃したのかというと、この形は六面張とはいえそこまで複雑な形ではない。最高目は一気通貫と言う分かりやすい役の完成でもあるため、むしろはこの多面待ちの中で最も分かりやすい和了牌とも言え、東家が麻雀を覚えたばかりの超初心者でもない限り、待ちが分からずに見逃したという可能性は薄い。また、大物手をテンパっている状況で最高目が出たことに気付かないようなことがあるかと言えば、普通の打ち手ならそのようなことは通常考えられず、したがって2のよそ見による見逃しである可能性も薄い。つまり、上の3つのうち1でも2でもない可能性が高い。
1でも2でもないとすれば、東家は自分自身の損得以外の理由で意図的に北家の九索を見逃している。すなわち、東家と北家は列を組んでいる可能性が極めて高い（列/レツとは博打用語で仲間同士のこと）。
多くのフリー雀荘では、友人同士で同卓することは必ずしも禁止されているわけではない。しかし友人だからと言ってこのような見逃しをすると、ゲームの公平性が著しく損なわれる。そのためこのような行為は、マナー違反と言うよりむしろ明確にイカサマ行為と見なされる。コンビ打ちが発覚した場合、店側から厳重警告を受けたり出禁（出入り禁止）を言い渡されたりする他、場合によっては被害を受けた相手方から問答無用の暴力的な制裁を加えられる可能性もゼロではない。なお、そのようなトラブルを未然かつ完全に防止するため、連れ立って来店した複数人を同卓させない店舗もある。
店側の対処としては、ひとつには知人同士の同卓をできるかぎり避けるべく別々の卓に案内すること、客数の都合でそれが困難な場合は、その卓の近くに立ち番を配置すること、あるいはメンバー2人をその卓で本走させることなど。こうした対策をとることで、コンビ打ちにはある程度まで対処が可能である。